# Nishi-Chiba
Nishi-Chiba (jap. 西千葉駅 Nishi-Chiba-eki) – stacja kolejowa na linii Chūō-Sōbu w Chiba. Została otwarta 1 października 1942.